# Бобровка (Ірбітський міський округ)
Бобро́вка (рос. Бобровка) — присілок у складі Ірбітського міського округу Свердловської області.
Населення — 12 осіб (2010, 9 у 2002).
Національний склад населення станом на 2002 рік: росіяни — 78 %.